# Montgomery Burns
Charles Montgomery "Monty" Plantagenet Schicklgruber Burns, ofta kallad Mr. Burns, (spelad av Harry Shearer och Chris Latta) är en rollfigur i den animerade tv-serien Simpsons. 

## Biografi
Mr. Burns är Homer Simpsons chef, och den ofantligt förmögne (16,8 miljarder dollar) ägaren till Springfields kärnkraftverk. 
Efter att han blev ägare till basketlaget Springfield Excitement (före detta Austin Celtic) har han en förmögenhet på 996 miljoner dollar.
Han framställs som att vara otroligt gammal. Homer har uppgivit att han är 104 år gammal, enligt andra avsnitt är han 84 eller 96 år gammal. Efter att Cornelius Chapman avled vid en ålder av 108 är Mr. Burns den äldsta invånaren i Springfield och äger alla Kittyböcker. Hans personnummer är 000,00,002. och i ett avsnitt då han ska ta ut pengar från en bankomat och har glömt sin kortkod, frågar han Smithers om han vet vad koden är, varpå Smithers svarar: "Det är er ålder sir" varpå Burns skriver in 4 (!) siffror på bankomaten, man ser dock inte siffrorna (och första siffran kan mycket väl avse en nolla). I ett avsnitt vann han pris som Springfields äldsta invånare, varvid han börjar fundera "jag kanske inte är så ung som jag trott". Hans mamma är 122 år gammal och förlorade kontakten med sin son efter en romans med president William Howard Taft, vilket Montgomery aldrig förlät. Han bor i Burns Manor, en herrgård som ligger vid korsningen av Croesus Street och Mammon Street där han håller sig med vildsinta vakthundar som han ibland bussar på ovälkomna besökare. Han assisteras av sin ständige följeslagare, den homosexuelle (?) Waylon Smithers, som förmodligen är den ende som älskar Burns. Burns mest kända och vanligaste replik är ett utdraget, ondskefullt Excellent, vilket är en anspelning på Davros i den brittiska TV-serien Doctor Who. Två andra kända repliker är You're fired och Release the Hounds. Studerade under sin ungdom på Yale där han var kär i Mimsie Bancroft. Hans mamma uppges leva, trots att han själv sagt att de dog då de stod ivägen för honom. Han har varit gift med en kvinna vid namn Gertrude men det tunga arbetet gjorde att han missade bröllopet, smekmånaden och skilsmässan. Hon dog av ensamhet och rabies. Mr. Burns förlorade en gång alla sina ägodelar till Rich Texan och började jobba på Moe's Tavern men lyckades sen köpa tillbaka ägodelarna.
Mr. Burns är vänsterhänt får man reda i säsong 3. Från början kallades rollfiguren bara Montgomery Burns, men i ett tidigt avsnitt (Two Cars in Every Garage and Three Eyes on Every Fish) skrek han "You can't do this to me, I'm Charles Montgomery Burns!", vilket parafraserar Orson Welles utrop "You can't do this to me, I'm Charles Foster Kane!" i filmen Citizen Kane. Han är också antikommunist. Har tio syskon och en tvilling som sköts ihjäl, har adopterats. Då det uppdagades att han stulit konst från Isabella Stewart Gardner-museum i Boston hamnade han i fängelset, men blev utsläppt av Homer, Carl och Lenny.
Mr. Burns framställs som svag och hjälplös, och är ofta nästan barnsligt beroende av Smithers för att utföra de enklaste sysslor, detta är ett stående skämt i serien. Men i vissa avsnitt visar sig Burns vara förvånansvärt stark, som när han slår med en spade på en säck innehållande Homer för att han "skrämmer Mr Smithers". Har varit ägare till Mr. Burns Casino som senare revs.
Mr. Burns är efter en läkarundersökning utskedd till den sjukaste mannen i USA då han visat sig ha lunginflammation, barndiabetes, skengraviditet, influensa, bronkit, bukspottscancer och andra tidigare oupptäcka sjukdomar. Eftersom samtliga virus försöker attackera honom samtidigt har han klarat sig.
Han har också fångat Loch Ness-odjuret, då han trodde att detta skulle göra honom populär. Det hela slutade i en katastrof när han visade upp djuret. Han gav istället djuret ett jobb på Vegas Town Casino. Han har även ägt en oljekälla och försökt täcka för solen i ett dubbelavsnitt där han blev skjuten av Maggie Simpson. Händelsen liknade den i TV-serien Dallas, där J.R. Ewing sköts av en okänd gärningsman.
Montgomery burns är allmänt hatad av alla (utom Smithers) i Springfield men har under sin äldre period i livet friat till Jacqueline Bouvier och Gloria. Gloria lämnade honom för sin expojkvän Snake Jailbird och Jacqueline lämnade honom vid altaret. För att leva längre besöker han varje fredag en kiropraktiker och får därefter ögondroppar, smärtstillande och stämbandsskrapning. Behandlingen gör honom yr. Hans lång tid på kärnkraftverket gör att han glöder på natten och blivit impotent.

## Larry Burns
Larry Burns (Rodney Dangerfield) är son till Mr. Burns och Lily Bancroft och framträde första gången i avsnittet Burns, Baby Burns i säsong 8. Han bodde i ett barnhem tills han var 18 år och började därefter jobba i ett souvenirstånd. I vuxen ålder gifte han sig och fick tre barn.
Larry liftade en gång till Springfield med familjen Simpson där han flyttade in till sin fader. Han får arbete på kärnkraftverket och blir vän med Homer. Tillsammans med Homer iscensätter Larry sin egen kidnappning, för att fadern ska älska honom för den han är, men bluffen avslöjas och Montgomery Burns bestämmer att han inte kan älska sonen för den han är.